# Roger Samuelsson
Roger Ivar Samuelsson, född 10 december 1963 i Svalöv,  är en svensk entreprenör och företagsledare, verksam i Taiwan och Kina, och grundare, huvudägare och ledare av SHL Group.
Samuelsson växte upp i Göteborgstrakten, bland annat i Lerum, och senare i Mjölby. Som sportintresserad tonåring hade han lagt märke till att sportutrustning ofta var tillverkad i Asien och började själv importera bland annat boxhandskar därifrån.
Efter avslutade ingenjörsstudier vid Berzeliusskolan i Linköping 1980–1983 reste han som 20-åring själv för första gången till Taiwan för att besöka fabriker och se efter varor som han kunde importera till Sverige. Verksamheten var till en början inte fokuserad, men efter att han fått Landstingens inköpscentral och RFSU bland sina kunder, kom den att inriktas mot tekniska hjälpmedel för äldre och handikappade. År 1988 flyttade Samuelsson sin verksamhet till Taipei i Taiwan, och året efter etablerade han tillsammans med en kompanjon Scandinavian Health Systems (SHL), som han till en början drev från sin lägenhet. Detta företag har sedan utvecklats från en inköpsagentur till ett företag med egen tillverkning. Huvudområdet idag är injektorer och andra system för individuell läkemedelsdistribution.
Företaget har varit i kontinuerlig växt sedan starten och har fabriker i Taiwan och Kina samt utvecklingsavdelningar i Taiwan, Sverige och USA. 
Det totala antalet anställda uppgår 2016 till omkring 3000.
I augusti 2021 hade dödsboet, till den amerikanske IT-entreprenören Paul Allen, sålt dennes megayacht Octopus. Det rapporterades senare av nyhetsmedia om att Samuelsson var den nye ägaren till den.

### Fotnoter
1. ↑  Sveriges befolkning 1970, 1980 och 1990
2. ↑  Dragon News. Member Magazine for Swedish Chambers of Commerce in Hong Kong and China, n:o 03/2010 Arkiverad 5 november 2010 hämtat från the Wayback Machine., p. 18.
3. ↑  Roger Samuelsson i  LinkedIn
4. ↑  SHL Group. About us. Arkiverad 2 oktober 2016 hämtat från the Wayback Machine. Läst 21 september 2016.
5. ↑  Shalvey, Kevin. ”Mystery buyer purchases $278 million superyacht once owned by Microsoft cofounder Paul Allen. It includes 13 guest suites, 2 submarines, and a pool that turns into a dancefloor.”. BusinessInsider.com. https://www.businessinsider.com/microsoft-paul-allen-mystery-buyer-superyacht-owned-yachts-transport-submarine-2021-8.
6. ↑  Aston, Joe. ”Lachlan Murdoch bids for Paul Allen’s superyacht”. AFR.com. https://www.afr.com/rear-window/lachlan-murdoch-bids-for-paul-allen-s-superyacht-20210808-p58gul.
7. ↑  Gardiner, Alistair. ”Inside the Octopus, the luxury 414-foot superyacht with a submarine”. Newsweek.com. https://www.newsweek.com/superyacht-luxury-submarine-travel-charter-octopus-yacht-1700994.
8. ↑  Hensen, Christian. ”Die mega-jachten der tech-milliardäre: So luxuriös schippern Jeff Bezos, Bill Gates und Co. über die Weltmeere” (på tyska). Stern.de. https://www.stern.de/digital/online/die-mega-jachten-der-tech-milliardaere--so-luxurioes-schippern-jeff-bezos--bill-gates-und-co--ueber-die-weltmeere-31616382.html. [inloggning kan krävas]